# Josef Recht

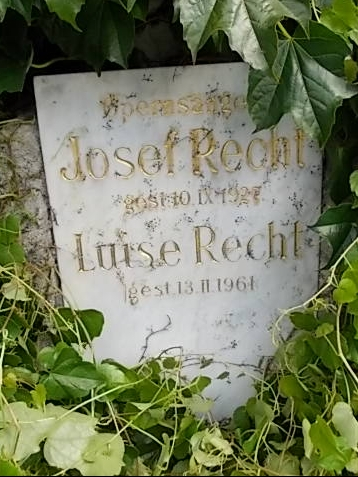
Grabstätte von Josef Recht

Josef Recht (* 19. März 1871 in Galizien, Österreich-Ungarn; † 10. September 1927 in Wien) war ein polnisch-österreichischer Schauspieler und Sänger.

## Leben
Über Rechts Leben ist nur sehr wenig bekannt. Der aus dem Nordosten der k.u.k.-Doppelmonarchie stammende Künstler trat seit dem ausgehenden 19. Jahrhundert an verschiedenen kleinen Bühnen auf. Als er nach Wien kam, gab er als Beruf Opernsänger an.
Bei Ende des Ersten Weltkriegs begann Josef Recht eine kurze aber intensive Filmkarriere. Der aufgrund seiner Geburtsregion nach 1918 polnische Staatsbürger drehte vor allem unter dem österreichischen Regieehepaar Jakob Julius Fleck und Luise Kolm sowie unter Max Neufeld. Abgesehen von seiner Hauptrolle in Die Jüdin erhielt Recht ausschließlich Nebenrollen.
Recht wurde am Gersthofer Friedhof (9-2-12) in Wien bestattet.

## Filme
- 1918: Konrad Hartls Lebensschicksal
- 1918: Die Jüdin
- 1919: Die Ahnfrau
- 1919: Stahl und Stein (Kurzfilm)
- 1919: Die Zauberin am Stein
- 1920: Verschneit
- 1920: Winterstürme
- 1920: Eva, die Sünde
- 1920: Sein Lebenslicht
- 1921: Hemmungslos
- 1921:  Der tote Hochzeitsgast
- 1923: Durch Nacht und Eis